# Resolutie 2050 Veiligheidsraad Verenigde Naties
Resolutie 2050 van de Veiligheidsraad van de Verenigde Naties werd unaniem door de VN-Veiligheidsraad aangenomen op 12 juni 2012 en verlengde het mandaat van het panel van experts toezag op de sancties tegen Noord-Korea tot juli 2013.

## Achtergrond
Al in 1992 werd een akkoord gesloten over de bevriezing van Noord-Korea's kernprogramma. In het begin van de 21e eeuw kwam het land echter in aanvaring met de Verenigde Staten, dat het bij de zogenaamde as van het kwaad rekende. Noord-Korea hervatte de ontwikkeling van kernwapens en ballistische raketten om ze af te dragen. In oktober 2006 voerde het land een eerste kernproef uit, in mei 2009 gevolgd door een tweede. Hieropvolgend werden sancties ingesteld tegen het land.

## Inhoud
Het mandaat van het panel van experts dat in resolutie 1874 werd vastgelegd, werd verlengd tot 12 juli 2013.
Het werd ook gevraagd een werkprogramma in te dienen en regelmatig hierover te overleggen met het comité waaronder het panel werkte.
Ten slotte werden alle landen en VN-agentschappen gevraagd informatie die ze hadden met betrekking tot de uitvoering van de resoluties 1718 en 1874 aan het panel te bezorgen.

## Verwante resoluties
- Resolutie 1928 Veiligheidsraad Verenigde Naties (2010)
- Resolutie 1985 Veiligheidsraad Verenigde Naties (2011)
- Resolutie 2087 Veiligheidsraad Verenigde Naties (2013)
- Resolutie 2094 Veiligheidsraad Verenigde Naties (2013)

Lijst ·  2033 ·  2034 ·  2035 ·  2036 ·  2037 ·  2038 ·  2039 ·  2040 ·  2041 ·  2042 ·  2043 ·  2044 ·  2045 ·  2046 ·  2047 ·  2048 ·  2049 ·  2050 ·  2051 ·  2052 ·  2053 ·  2054 ·  2055 ·  2056 ·  2057 ·  2058 ·  2059 ·  2060 ·  2061 ·  2062 ·  2063 ·  2064 ·  2065 ·  2066 ·  2067 ·  2068 ·  2069 ·  2070 ·  2071 ·  2072 ·  2073 ·  2074 ·  2075 ·  2076 ·  2077 ·  2078 ·  2079 ·  2080 ·  2081 ·  2082 ·  2083 ·  2084 ·  2085